# Hanna Kebinger
Hanna Kebinger (26 novembre 1997) è una biatleta tedesca.

## Biografia
Hanna Kebinger ai Mondiali juniores di Osrblie 2019 ha vinto la medaglia d'argento nell'inseguimento e nella staffetta e quella di bronzo nella sprint; in Coppa del Mondo ha esordito il 12 gennaio 2022 a Ruhpolding in sprint (66ª) e ha ottenuto il primo podio il 22 gennaio 2023 ad Anterselva in staffetta (3ª). Ai Mondiali di Oberhof 2023, sua prima presenza iridata, ha vinto la medaglia d'argento nella staffetta e si è classificata 17ª nella sprint, 8ª nell'inseguimento, 12ª nella partenza in linea e 30ª nell'individuale; non ha preso parte a rassegne olimpiche.

## Palmarès

### Mondiali
- 1 medaglia:
  - 1 argento (staffetta a Oberhof 2023)

### Mondiali juniores
- 3 medaglie:
  - 2 argenti (inseguimento, staffetta a Osrblie 2019)
  - 1 bronzo (sprint a Osrblie 2019)

### Coppa del Mondo
- Miglior piazzamento in classifica generale: 25ª nel 2023
- 3 podi (a squadre):
  - 3 terzi posti